# Mollaibrahim, Hekimhan
Mollaibrahim là một xã thuộc huyện Hekimhan, tỉnh Malatya, Thổ Nhĩ Kỳ. Dân số thời điểm năm 2011 là 140 người.